# Maggie Estep
Pour les articles homonymes, voir Estep.
Margaret Ann « Maggie » Estep (née le 20 mars 1963 à Summit (New Jersey), morte le 12 février 2014 à Albany (New York)) est une écrivaine et poète américaine, surtout connue pour des performances de spoken word et de slam.

## Biographie
Élevée par des parents entraîneurs de chevaux entre la France, le Canada et les États-Unis, elle s'installe à New York après avoir abandonné ses études. Elle travaille brièvement comme go-go-danseuse, rejoint la scène punk et devient droguée à l'héroïne. Elle se lance dans l'écriture de fiction dans une clinique de désintoxication pour toxicomanes au milieu des années 1980. En 1986, elle suit un cours enseigné par William S. Burroughs à la Jack Kerouac School of Disembodied Poetics de la Naropa University à Boulder, Colorado. Elle y étudie pendant deux ans et finalement obtient un bachelor’s degree en littérature de l'université de New York.
Elle se fait connaître au début des années 1990 lors de l'apogée du grunge avec son groupe I Love Everybody, qui fit des premières parties lors d'une tournée américaine de Hole, et dans les circuits de la poésie slam avec une poésie accessible et agressive.
Estep apparaît à Lollapalooza en 1994 et dans Spoken Word Unplugged de MTV, The United States of Poetry de PBS et dans la saison 3 de Def Poetry Jam de HBO. Sa vidéo pour son spoken word Hey Baby a une diffusion régulière sur MTV et est en avant dans Beavis et Butt-Head de MTV. Elle contribue au chant de deux chansons de l'album Unsound Methods de Recoil en 1997. En 2003, elle écrit des notes pour le coffret Once in a Lifetime des Talking Heads.
À partir de la fin des années 1990, Estep écrit de nombreux romans, dont Diary of an Emotional Idiot d'inspiration autobiographique, la trilogie mystérieuse Ruby Murphy, Gargantuan, Hex and Flamethrower et Alice Fantastic. Hex est nommé livre remarquable par le New York Times en 2003. Au moment de son décès, elle travaillait depuis plusieurs années sur The Angelmakers, un roman sur les gangsters féminines du XIXe siècle, ainsi que la fondation des droits des animaux.

## Mort
Estep subit une crise cardiaque le 10 février 2014 à son domicile de Hudson (New York), et meurt de complications deux jours plus tard dans un hôpital d'Albany, à l'âge de 50 ans. Elle laisse dans le deuil sa mère et ses trois demi-frères et sœurs.

## Discographie
Albums
- No More Mr. Nice Girl  (1994, NuYo/Imago)
- Love is a Dog From Hell  (1997, Mouth Almighty Records/Mercury)